# Devlet I Giray
Devlet I Giray també Dawlat I Giray o Ghiray (1512-1577) fou kan de Crimea del 1551 al 1577. Fou conegut com a Taht-alghan o Daghti-alghan (conqueridor de la capital).

## Biografia
Era fill de Mubarek Giray, germà de Saadet I Giray, i aquest darrer el va designar primer hereu al tron (khan kalghay) el 1532, però no el va poder succeir. El 1550 el seu oncle Sahib I Giray va ocupar Astracan i el va designar kan, però en circumstàncies poc clares Yamgurchi va recuperar al tron al cap de poc. Finalment va arribar al tron de Crimea el 1551 amb suport dels otomans dels que sempre fou un aliat ferm. Va nomenar khalgay a Bulukh Giray que va fer matar Sahib Giray. Aquest es va mostrar indisciplinat i fou executat i substituït pel seu propi fill Ahmad Giray. Va fer una expedició al Kanat d'Astracan (1552) però al retorn fou interceptat per Shermet Oghlu que el va derrotar i va matar Ahmad i al seu germa Hajji o Hacı Giray, junt amb altres cinc prínceps; la batalla estava perduda quan va arribar un altre germà, Mehmed Giray, amb reforços, i va salvar la situació. Mehmed fou nomenat khalgay. Fou llavors quan va sorgir la confederació dels cosacs del Don, amb gent fora de la llei lituans i russos principalment, establerts al mig Don, a la ciutat d'Akhas rebatejada Cherkask.
Va seguir una política antirussa i el 1552 es va aliar als Jagellons lituans contra els russos i després de la conquesta russa de Kazan va atacar Tula però fou rebutjat i va morir Kamberdi el cunyat del kan. Tot seguit una plaga es va estendre per Rússia provocant milers de morts. Va dirigir algunes expedicions contra Moscou, però no va poder evitar la conquesta russa dels kanats de Kazan i Astracan el 1554 i 1556. Els circassians de Beshtau o Piatigorsk es van fer vassalls russos el 1555. El kan de Crimea, del que eren vassalls abans, els va atacar; Ivan el Terrible va enviar al voivoda Cheremetief des de Bielev al front de 13.000 soldats, boiars, strelizts i cosacs; quan Devlwt ho va saber va abandonar l'expedició i es va dirigir amb 60.000 homes cap a Tula. Cheremetief estava acampat prop de les muntanyes Sagrades i les de Dutza i estava preparat per la lluita; el tsar va marxar des de Moscu en ajut del Cheremetief i van agafar al kan entre dos focs i es va haver de retirar i encara foren derrotats pels russos i l'estendard dels begs de Shirin fou capturat, però l'endemà els tàtars van reprendre la lluita i van capgirar la situació; Cheremetief fou ferit i els russos es van retirar cap a Tula. Els tàtar van tornar a la Taurida.
Un intent contra Tula i Kozelsk el 1557 va ser avortat per l'enviament de tropes russes. Aquest mateix anys els caps circassians Tasdurt i Dassibok van conquerir per a Rússia les ciutats de Temruk i Taman, a l'antic principat de Tmutarakan. L'hivern fou terrible i molts nogais nòmades van morir a causa del fred i a Crimea a més hi va haver una plaga. El 1558 amb suport de tropes turques fou ocupada Khortitza al cap cosac Vechnevetzki, que es va retirar a Cherkask i Kane, ciutats nominalment part del regne de Polònia-Lituània, i després va rebre un feu rus a Bielev. Crimea va proposar a Rússia una aliança contra Polònia i Lituània.
El 1558 els nogais van abandonar al seu kan Islam (o Ismail?) i es van posar al servei de Devlet Giray. Aquest va enviar el seu fill Mehmed contra Riazan, al oghlan Makhmet a Tula i als nogais i shirin a Koshira. Al saber que els russos els esperaven Mehmed es va retirar sent perseguit fins Oskol. També foren atacats els nogais. Ivan va enviar al seu favorit Daniel Adashev amb un exèrcit considerable, cap a Crimea: va baixar pel Dnièper amb 8.000 homes i d'allí per terra a Crimea la part occidental de la qual va devastar durant 15 dies sense oposició.
El 21 d'agost de 1561 Ivan el Terrible es va casar amb la filla del príncep circassià de Temnik, batejada com a Maria. Aquest mateix any el kan va fer un atac al sud de Rússia però es va retirar al cap de poc. El setembre de 1565, el kan va creuar el Donetz i va assetjar Bolkhof però es va retirar com habitualment en acostar-se els russos. El 1567 va fer una ràtzia a Polònia.
Vers aquest temps el sultà Selim II va voler recuperar Astracan i Devlet va tractar d'explicar-li que a l'hivern era impossible a causa del fred i a l'estiu per la sequera i va suggerir que valia més atacar Ucraïna; però el sultà no el va escoltar i va enviar 15.000 sipahis i 2.000 geníssers a Feodòssia, a la primavera del 1569 i va ordenar anar a Perevolok i fer un canal entre el Don i el Volga; al paixà se li van unir a la plana de Kachalinsk les forces del kan, quinze mil homes més; els cosacs del Don es van retirar però els turcs van veure que era impossible fer el canal i van enviar l'artilleria a Azov marxant amb 12 canons a Astracan, però el tsar va enviar un exèrcit a protegir aquesta ciutat. El 26 de setembre els turcs i tàtars van acampar prop d'Astracan on se'ls van unir els nogais i gent de la ciutat que s'oposava al domini rus; en acostar-se els russos els atacants es van retirar i la ruta escollida fou molt dolenta, ja que no es trobava menjar ni aigua i molts van morir i altres van caure en mans dels circassians. En arribar a Azov el polvorí va volar accidentalment i la ciutat es va cremar amb els vaixells del port; el kan de Crimea es va atribuir el mèrit davant els russos d'haver fet fracassar l'expedició. Els russos van construir una fortalesa al Terek per consolidar el poder sobre els circassians i donar suport a Temruk, sogre d'Ivan
Després del fracàs otomà en la guerra contra els russos pel baix Volga, la Porta va incitar al kan de Crimea a fer la guerra a Rússia; el 1570 fou atacat el príncep Temruk matant als seus dos fills Mamstruk i Bilberukt; es va construir llavors la fortalesa d'Islam Kerman. El 1571 va aparèixer pel sud de Rússia amb 100.000 homes; els russos s'esperaven al riu Oka a Serpukof. Ivan es va mostrar un covard i a la vista dels tàtars va fugir a Alexandrovski a 30 km de Moscou. El kan va derrotar el russos al riu Oka i va entrar a Moscou que va incendiar (llavors va rebre el seu malnom de Taht-alghan o Daghti-alghan). Després es va retirar a Crimea. Exigia la restitució dels kanats de Kazan i Astracan i amenaçava tornar, però el tsar s'hi va negar i llavors Devlet va fer una nova expedició contra Moscou (1572) passant l'Oka on va eludir als russos, però fou derrotat prop de la ciutat, a Molodi (Molody), a uns 50 km de Moscou pel cap rus Vorotinsky, i rebutjat.
El 1571 el kan va fer construir una gran mesquita a Gözleve. Va morir el 25 de juny del 1577 a Baghchi-Sarai, a causa de la plaga, amb 66 anys d'edad i 26 de regnat, deixant 18 fills dels quals sis foren kans. El va succeir el khalgai Mehmed II Giray